# Hermann Federico Arturo Hassel
Hermann Federico Arturo Goswin Hassel (Riga, Letonia;  5 de junio de 1902 - Posadas, Argentina; 9 de mayo de 1966) fue un escritor alemán del Báltico nacionalizado argentino, autor de más de 30 libros sobre historia, economía y desarrollo del turismo de la zona del Alto Paraná, que abarca la provincia de Misiones de Argentina y el este del Paraguay. En alemán fue bautizado como Hermann Friedrich Arthur Goswin Hassel. Hijo de Emil Christoph Hermann Friedrich Hassel (nacido en 1872 en Riga) y de Olga Hedwig Anna Schwartz (nacida en 1871 en Greifswald). Tuvo un solo hermano, llamado Friedrich Hermann Gustav Julius Hassel (nacido en 1900 en Riga).

## Biografía
Realizó sus estudios primarios y secundarios en Berlín y viajó posteriormente a la Argentina acompañado de sus padres y hermano en 1922. Tras una breve estancia en Buenos Aires, donde se radicó su madre, Olga Schwartz, se dirigió a Colonia Hohenau, Paraguay, donde abrió una farmacia junto a su hermano.
A fines de la década del 20 se radicó en la provincia de Misiones donde comenzó a realizar  diversas actividades, desempeñándose, entre otros lugares, en la tradicional Casa Barthe y en el Hospital Regional de Posadas donde realizó tareas como administrador.
Desde su llegada a Misiones se contactó con un grupo de pioneros en la construcción de esa zona de la Argentina, iniciando diversas actividades especialmente en el ámbito de la divulgación periodística. En 1932 inició la publicación de un quincenario en idioma alemán denominado "Parana Post" que posteriormente evolucionó hasta transformarse en el Deutsche Kalender (“Almanaque Alemán”) para el Alto Paraná y Paraguay -popularmente conocido como “Alto Parana Kalender”- donde desarrolló aspectos vinculados con la actividad agropecuaria e industrial de esa zona, libros que sirvieron de base para una importante cantidad de agricultores, en especial de habla alemana en la zona antes mencionada.
Además el 8 de diciembre de 1928 integraba la nómina de 40 vecinos de ascendencia alemana que fundaron el Club Alemán de Posadas, desempeñándose como su primer secretario. Fue también socio fundador de la Junta de Estudios Históricos de Misiones, creada en 1940, organización en la que tuvo activa participación hasta su muerte.
Posteriormente, a partir de 1960, publicó guías turísticas (reeditando una dada a conocer en 1932) en español, portugués, alemán, inglés y guaraní, que se utilizaron exitosamente como sustento de la actividad turística y promoción de esa región que, entre otras atracciones, presenta las Cataratas del Iguazú, las ruinas históricas de la reducción jesuíticas (declaradas Patrimonio Mundial de la Humanidad por la Unesco en 1984) y los Saltos del Moconá, sobre el río Uruguay.
También Hassel, apoyó el desarrollo de la incipiente actividad aeronáutica de la zona, colaborando en la construcción y conservación de una pista ubicada en las inmediaciones del hospital, integrando dentro de ese marco la comisión técnica de selección (junto a Edmundo Barreiro, Antonio Canevar y Luis Quaranta) que aconseja comprar el avión Wack modelo QC con instalaciones de ambulancia y demás accesorios, que finalmente se adquirió y comenzó a operar desde la mencionada pista en 1936.
Se casó con Ida Sommerfeldt el 27 de enero de 1940 en San Ignacio (Misiones), con quien tuvo dos hijos, Enrique y Guillermo.
En octubre de 1995 la comunidad alemana de Misiones, encabezado por el cónsul de Alemania Rolando Kegler, rindió tributo a la personalidad de Hassel refiriéndose al mismo el entonces Vice Gobernador de la Provincia de Misiones Miguel A. Alterach. En la ocasión se descubrió una placa ubicada en la plazoleta "Alemania" con la inscripción: «Hermann Hassel, editor y periodista, por su invalorable aporte a la preservación del idioma y cultura alemana en el Alto Paraná».
- Datos: Q5895660
- Multimedia: Hermann Federico Arturo Hassel / Q5895660